# Macromitrium lebomboense
Macromitrium lebomboense är en bladmossart som beskrevs av Rooy 1990. Macromitrium lebomboense ingår i släktet Macromitrium och familjen Orthotrichaceae. Inga underarter finns listade i Catalogue of Life.